# Katrina Matthews
Katrina Matthews (* 13. März 1991 als Katrina Rye in Exmouth) ist eine britische Duathletin und Triathletin. Sie ist mehrfache Ironman-Siegerin, Zweite der Ironman World Championships (2022) und führt die Bestenliste britischer Triathletinnen auf der Ironman-Distanz an.

## Werdegang
Katrina Matthews betreibt Triathlon seit 2015 (damals noch unter ihrem Jugendnamen Katrina Rye) und im Juli 2018 gewann sie bei ihrem ersten Start auf der Triathlon-Mitteldistanz (1,9 km Schwimmen, 90 km Radfahren und 21,1 km Laufen) den Ironman 70.3 Calgary.

### ETU-Europameisterin Triathlon Mitteldistanz 2019
Seit der Saison 2019 startet sie als Profi-Athletin und wurde im Juni bei ihrem ersten Elite-Start Dritte im Ironman 70.3 Staffordshire. Im Juli wurde die damals 27-Jährige dann in Rumänien bei ihrem dritten Start bei den Profis ETU-Europameisterin auf der Triathlon Mitteldistanz.
Im November 2019 heiratete sie und startet seitdem als Katrina Matthews. Bei ihrem ersten Start auf der Ironman-Distanz (3,86 km Schwimmen, 180,2 km Radfahren und 42,195 km Laufen) belegte sie im Dezember 2019 im Ironman Western Australia nach 8:53:59 h den vierten Rang – und trug sich als zehntschnellste britische Athletin in der  Bestenliste ein.
Im September 2020 gewann sie in Estland die Erstaustragung des Ironman 70.3 Tallinn. Nach 8:40:50 h konnte sie im November mit persönlicher Bestzeit und neuem Streckenrekord den Ironman Florida und damit ihr erstes Ironman-Rennen für sich entscheiden.
Im Juli 2021 gewann sie den Ironman UK. Katrina Matthews startete am 28. August 2021 für das im Collins Cup der Professional Triathletes Organisation zusammengestellte Team Europe – zusammen mit Lucy Charles-Barclay, Emma Browne, Anne Haug, Holly Lawrence, Daniela Ryf, Daniel Lund Bækkegård, Jan Frodeno, Gustav Iden, Sebastian Kienle, Patrick Lange und Joe Skipper.
Im März 2022 gewann die 31-Jährige den Ironman 70.3 Lanzarote.
Im Mai wurde sie Zweite bei den erstmals außerhalb von Hawaii ausgetragenen und vom Oktober 2021 verschobenen Ironman World Championships.

### Sub8-Projekt 2022
Im Juni 2022 bestritt Katrina Matthews einen Ironman unter „optimalen Bedingungen“, den sie als erste Frau in der Geschichte in unter acht Stunden absolvieren wollte.
Dieses Projekt wurde von Chris McCormack initiiert. Neben Matthews trat am 5. Juni 2022 auch die Schweizerin Nicola Spirig an. Bei den Männern wollten am selben Tag der Brite Joe Skipper sowie der Norweger Kristian Blummenfelt eine Zeit unter sieben Stunden erreichen. Matthews absolvierte die Ironman-Distanz in 7:31:54 Stunden und stellte damit die schnellste je gemessene Zeit einer Frau über diese Distanz ein. Die Rahmenbedingungen waren jedoch gegen die aktuell und international geltenden Regeln – so wurde das Radfahren als Mannschaftszeitfahren ausgetragen und pro Teildisziplin gab es bis zu zehn Tempomacher.
Im April 2023 gewann die 32-Jährige den Ironman Texas und verbesserte den Streckenrekord auf 8:23:52 h. Im August wurde sie im finnischen Lahti Ironman 70.3 Vizeweltmeisterin hinter Taylor Knibb und vor Imogen Simmonds.
Im April 2024 konnte sie ihren Erfolg beim Ironman Texas wiederholen. Im Juli gewann sie mit dem Ironman Vitoria-Gasteiz ihr fünftes Ironman-Rennen und stellte mit ihrer Siegerzeit von 8:24:23 Stunden einen neuen Streckenrekord ein. Im August wurde die 33-Jährige in Tallinn hinter Caroline Pohle Vize-Europameisterin Ironman 70.3.
Im September wurde Katrina Matthews nach 8:53:20 Stunden zum zweiten Mal nach 2022 Ironman-Vizeweltmeisterin – hinter der Deutschen Laura Philipp.
Im Dezember wurde sie in Neuseeland zum zweiten Mal Ironman-70.3-Vizeweltmeisterin hinter Taylor Knibb und vor Ashleigh Gentle.

### Vize-Europameisterin Ironman 2025
Sie wird seit 2021 trainiert vom deutschen Coach Björn Geesmann und seit 2025 ist ihr Rad-Coach der ehemalige britische Radrennfahrer Alex Dowsett.
Im April 2025 gewann sie zum dritten Mal in Folge den Ironman Texas und damit ihr sechstes Ironman-Rennen. Sie stellte mit ihrer Siegerzeit von 8:10:34 Stunden eine neue Weltbestzeit der Ironman-Serie ein, welche bis Juni Bestand hatte.

Im Juni wurde die 34-Jährige in Hamburg hinter der Deutschen Laura Philipp Zweite bei den Ironman European Championships.
Katrina Matthew ist seit 2019 verheiratet  und ist als Physiotherapeutin bei den britischen Streitkräften im Royal Army Medical Corps beschäftigt.

## Sportliche Erfolge
| Datum/Jahr    | Rang | Wettbewerb                                           | Austragungsort | Zeit     | Bemerkung |
| ------------- | ---- | ---------------------------------------------------- | -------------- | -------- | --- |
| 13. Juli 2025 | 1    | Ironman 70.3 Swansea                                 | Swansea        | 04:20:37 | |
| 14. Dez. 2024 | 2    | Ironman 70.3 World Championships                     | Taupō          | 03:58:49 | Ironman 70.3 World Championships 2024                                                                                |
| 28. Sep. 2024 | 13   | T100 Ibiza                                           | Ibiza          | 03:43:51 | |
| 25. Aug. 2024 | 2    | Ironman 70.3 Tallinn                                 | Tallinn        | 04:02:39 | Ironman 70.3 European Championships                                                                                  |
| 27. Juli 2024 | 3    | T100 London                                          | London         | 03:39:29 | 2 km Schwimmen, 80 km Radfahren und 18 km Laufen                                                                     |
| 8. Juni 2024  | 2    | T100 Alcatraz                                        | San Francisco  | 03:18:24 | im Rahmen des Escape from Alcatraz Triathlon (2 km Schwimmen, 80 km Radfahren und 18 km Laufen); hinter Taylor Knibb |
| 2023          | 1    | Ironman 70.3 Bahrain                                 | Manama         | 03:59:07 | |
| 27. Aug. 2023 | 2    | Ironman 70.3 World Championships                     | Lahti          | 03:57:05 | hinter Taylor Knibb                                                                                                  |
| 1. Apr. 2023  | 3    | Ironman 70.3 California                              | Oceanside      | 04:12:27 | |
| 7. Aug. 2022  | 1    | Ironman 70.3 Swansea                                 | Swansea        | 04:25:09 | Siegerin der Erstaustragung                                                                                          |
| 19. März 2022 | 1    | Ironman 70.3 Lanzarote                               | Lanzarote      | 04:17:46 | |
| 18. Sep. 2021 | 4    | Ironman 70.3 World Championships                     | St. George     | 04:10:46 | |
| 28. Aug. 2021 | 1    | PTO Collins Cup                                      | Šamorín        | 03:35:17 | im Team Europe |
| 5. Sep. 2020  | 1    | Ironman 70.3 Tallinn                                 | Tallinn        | 04:08:14 | |
| 22. Sep. 2019 | 3    | Ironman 70.3 Weymouth                                | Weymouth       |          | hinter ihrer Landsfrau India Lee                                                                                     |
| 7. Juli 2019  | 1    | ETU Middle Distance Triathlon European Championships | Târgu Mureș    | 04:07:35 | ETU-Europameisterin auf der Halbdistanz                                                                              |
| 29. Juni 2019 | 2    | Ironman 70.3 Lahti                                   | Lahti          |          | |
| 9. Juni 2019  | 3    | Ironman 70.3 Staffordshire                           | Staffordshire  | 04:29:20 | erster Start als Profi                                                                                               |
| 27. Apr. 2019 |      | Challenge Gran Canaria                               | Mogán          | 04:41:13 | Siegerin der Altersklasse 25–29 mit der zweitschnellsten Zeit des Tages                                              |
| 29. Juli 2018 | 1    | Ironman 70.3 Calgary                                 | Calgary        | 04:25:15 | keine Profi-Athleten am Start                                                                                        |

| Datum/Jahr    | Platz | Wettbewerb                  | Austragungsort  | Zeit     | Bemerkung                                                         |
| ------------- | ----- | --------------------------- | --------------- | -------- | ----------------------------------------------------------------- |
| 1. Juni 2025  | 2     | Ironman Hamburg             | Hamburg         | 08:05:13 | Ironman European Championships; persönliche Bestzeit              |
| 26. Apr. 2025 | 1     | Ironman Texas               | The Woodlands   | 08:10:34 | neue Weltbestzeit der Ironman-Serie                               |
| 22. Sep. 2024 | 2     | Ironman World Championships | Nizza           | 08:53:20 | Ironman-Vizeweltmeisterin                                         |
| 14. Juli 2024 | 1     | Ironman Vitoria-Gasteiz     | Vitoria-Gasteiz | 08:24:23 | Streckenrekord                                                    |
| 27. Apr. 2024 | 1     | Ironman Texas               | The Woodlands   | 08:42:22 |                                                                   |
| 14. Okt. 2023 | DNF   | Ironman Hawaii              | Hawaii          | –        |                                                                   |
| 22. Apr. 2023 | 1     | Ironman Texas               | The Woodlands   | 08:23:52 | Streckenrekord                                                    |
| 7. Mai 2022   | 2     | Ironman World Championships | St. George      | 08:43:49 | Ironman World Championships 2021 im Rahmen des Ironman St. George |
| 4. Juli 2021  | 1     | Ironman UK                  | Bolton          | 09:40:01 |                                                                   |
| 23. Mai 2021  | 2     | Ironman Tulsa               | Tulsa           | 08:45:35 | bei der Erstaustragung; inkl. 5 min Zeitstrafe                    |
| 7. Nov. 2020  | 1     | Ironman Florida             | Panama City     | 08:40:50 | Siegerin mit persönlicher Bestzeit und neuem Streckenrekord       |
| 1. Dez. 2019  | 4     | Ironman Western Australia   | Busselton       | 08:53:59 | erster Start auf der Ironman-Distanz                              |

(DNF – Did Not Finish)